# 易通財
易通財（英文：Electronic Teller Card，縮寫：ETC）是指香港上海滙豐銀行於1980年4月8日推出的自動櫃員機網絡服務，為香港兩個主要自動櫃員機網絡之一（另一個為銀通）。不過「易通財」名稱已經較少被官方文件使用了，現時可被指為滙豐及恒生的自動櫃員機網絡，有時滙豐會稱呼有關網絡為「理財易」（EasiBanking）。

## 歷史
1979年恒生銀行開始設立自動櫃員機，滙豐則於1980年開始。
初期的滙豐ETC只在中區的鬧市設立，後來在香港各區都有設立，並擴張網路至澳門。
滙豐剛推出自動櫃員機的時候，找了鄭少秋和沈殿霞作啟用儀式。鄭少秋另外亦以「楚留香」形象也為易通財拍了一輯電視廣告，該廣告更被美國電視節目《尊尼卡遜今夜秀》（The Tonight Show Starring Johnny Carson）挑選為世界最風趣的電視廣告之一。不過並不是所有分行都設有易通財服務，只有中環總行和一些處於繁盛地區的分行才設有。直至易通財推出兩年後，才在所有分行外牆裝上提款機。
2007年3月，由香港銀行公會帶領，易通財推出簡化版提款服務，主要是針對長者用戶。一般櫃員機可以操作的較複雜服務，如轉帳、繳費等，簡易版服務均不會提供，只提供提款服務，而且是一卡一戶口，避開了要長者們選擇戶口的情況。

## 現況
目前，滙豐銀行和恒生銀行均為易通財的成員銀行。但自90年代中起，因為銀行提供的服務變得多元化，櫃員機同時可以容納信用卡、公司入賬卡等，所以「易通財」的名字已經較少被官方文件使用了，只稱為「自助銀行服務」，但不少其他機構仍將其網絡稱作「易通財」。
有異於銀通網絡，兩家銀行的櫃員機的硬件設計和操作介面均是相同的，只是兩家銀行會各自設有自己其他服務的廣告。
有人曾經拍得香港滙豐銀行的櫃員機是使用Windows XP，不過沒有得到銀行方面的證實，但可在櫃員機維修重啟櫃員機程式時看見。

## 爭議
滙豐曾宣佈要求客戶透過滙豐或恒生銀行的自動櫃員機提款，最低提款額由100元提高至300元，而恒生銀行客戶使用滙豐櫃員機也要至少提取300元，引起市民反對，最後滙豐被迫撤回決定。
消費者委員會於2008年3月，亦曾建議滙豐恒生網絡及銀通網絡建立聯網，但滙豐表示沒有興趣。

## 未來發展
隨著滙豐銀行減少其分行數目，自動櫃員機的數目會不斷增多。滙豐於2008年3月底表示會在3年內增加300部自動櫃員機及200部自助理財機器。目前滙豐於香港剩下84間分行，較高峰時期少1/3。 

## 外地使用
滙豐卡持卡人除巴西、阿根廷、希臘、馬爾他、巴拿馬、新西蘭及土耳其以外，可以在全球逾50萬部自動櫃員機提款，另於1992年或以前在香港發出的易通財卡，只可在本港的滙豐及恒生銀行自動櫃員機使用。而恒生銀行的客戶則可於全球(包括巴西、阿根廷、希臘、馬爾他、巴拿馬、新西蘭及土耳其)逾50萬部自動櫃員機提款。另外，因為受到銀聯網絡的限制，因此於2009年開始發行的恒生卡（「中國銀聯」標誌於卡面右下角版本）已不再帶有「Plus」標誌，從而不再適用於Visa Plus自動櫃員機網絡。而在2012年下半年起的滙豐新晶片提款卡亦不再適用於Visa Plus自動櫃員機網絡。
如果於香港使用經銀通網絡的櫃員機提款，每次手續費為25元港幣。於香港境外使用自動櫃員機提款，所提款項大多是當地貨幣（除部分地方滙豐或可同時提供港幣及當地貨幣）。每次提款的手續費為港幣20至25元，視乎所採用的網絡而定。如款項是經Visa Plus自動櫃員機網絡，所提取的貨幣將以Visa訂定的當日匯率直接兌換為港元，再加約1%的額外兌換手續費。

## 提供功能
- 提款（只提供100、500及1000元的鈔票[12]）
- 現金或支票存款（只限部分櫃員機）
- 轉賬（只限滙豐／恆生戶口，其他將收取手續費）
- 查詢戶口結餘
- 更改提款卡密碼
- 更改電話理財密碼
- 登記自動電話理財服務
- 申請支票簿
- 申請戶口結單
- 繳付賬單
  - 電訊公司
  - 政府及公用事業
  - 證券公司
  - 保險公司
  - 大專院校
- 慈善捐款

## 現時櫃員機分佈
除了下列以外，所有恒生銀行及滙豐銀行分行都已經設有櫃員機。這裡只列出僅有櫃員機的地點。

### 港鐵網絡
恒生櫃員機
- 東鐵綫全綫 (馬場站除外)
- 觀塘綫全綫
- 荃灣綫全綫
- 港島綫全綫
- 東涌綫及機場快綫全綫
- 將軍澳綫全綫
- 屯馬綫全綫（烏溪沙站除外）
- 迪士尼綫全綫
- 南港島綫全綫

滙豐櫃員機
- 東鐵綫全綫 (馬場站除外)
- 觀塘綫 - 何文田站
- 荃灣綫 - 尖沙咀站
- 港島綫 - 堅尼地城站、香港大學站、西營盤站
- 屯馬綫 — 屯門站至紅磡站、第一城站、烏溪沙站
- 觀塘綫及將軍澳綫- 油塘站

### 港島區
恒生櫃員機
| 中西區               |                          |
| 般咸道               | 般咸道63號               |
| 中區政府合署（東翼） | 下亞厘畢道20號           |
| 國際金融中心         | 中環國際金融中心二期地下 |

| 灣仔區（包括銅鑼灣及跑馬地） |                            |
| 莊士敦道分行                 | 灣仔莊士敦道142號          |
| 跑馬地馬場                   | 馬場公眾席地下及會員席1樓  |
| 律敦治醫院                   | 下亞厘畢道20號             |
| 南華體育會                   | 加路連山道88號體育中心地下 |
| 聖保祿醫院                   | 聖保祿醫院新翼地下         |

| 東區                         |                     |
| 富怡花園                     | 富怡花園商場地下6號 |
| 藍灣廣場                     | 藍灣廣場高層地下    |
| 香港專業教育學院（柴灣分校） | 盛泰道30號          |

| 南區     |                             |
| 鴨脷洲邨 | 鴨脷洲邨利澤樓41A號舖       |
| 香港大學 | 沙宣道6號學生宿舍第一期LG/F |

### 九龍東區
恒生櫃員機
| 黃大仙     |                   |
| 慈雲山中心 | 慈雲山中心539號舖 |

| 觀塘       |                            |
| apm商場    | 觀塘道418號創紀之城5期大堂 |
| 麗港城商場 | 麗港城商場1樓50A號         |

### 九龍西區
恒生櫃員機
| 油尖旺區                   |                                     |
| 旺角優越及優進理財中心     | 彌敦道677號                         |
| 旺角個人理財中心           | 豉油街50號富達大廈地下4號舖 (至8pm) |
| 窩打老道優越及優進理財中心 | 窩打老道86號                        |
| 新世界中心                 | 新世界中心L0-40A號                  |
| 大角咀自助理財中心         | 埃華街1號明泰樓地下                 |
| 埃華街自助理財中心         | 埃華街70-86號大成樓地下1號舖        |

滙豐櫃員機
| 深水埗區           |                  |
| 美心集團中心       | 長沙灣長順街17號 |
| 青山道自助理財中心 | 青山道322號地下  |

恆生櫃員機
| 九龍城區       |                                  |
| 香港浸信會醫院 | 香港浸信會醫院3樓                |
| 醫院管理局大樓 | 亞皆老道147B號醫院管理局大樓地下 |
| 聖德肋撒醫院   | 太子道327號                      |
| 香港浸會大學   | 香港浸會大學逸夫行政樓3樓        |

### 新界東區
恒生櫃員機
| 北區     |                    |
| 花都廣場 | 粉嶺花都廣場51號舖 |
| 上水廣場 | 上水廣場二樓D1     |

| 大埔         |                               |
| 富亨商場     | 大埔富亨商場地下              |
| 大埔超級城   | 大埔超級城B區1樓              |
| 香港教育大學 | 香港教育大學中央大樓C-P-11C室 |

| 沙田區       |                                           |
| 富安花園     | 恒信街2號富安花園                         |
| 火炭         | 山尾街18號沙田商業中心地下12B號           |
| 沙田醫院     | 亞公角街33號                              |
| 沙田馬場     | 會員正門入口及第一座大看台一樓（近電梯D） |
| 香港中文大學 | 香港中文大學富爾敦樓地下                  |
| 仁安醫院     | 大圍富健街18號AM014室                     |

| 西貢區       |                              |
| 新都城       | 新都城第二期1樓ATM09-10      |
| 將軍澳醫院   | 將軍澳寶寧里2號              |
| 香港科技大學 | 香港科技大學教學大樓地下大堂 |

### 新界西區
恒生櫃員機
| 荃灣區       |                                          |
| 麗城花園     | 荃灣青山公路620號麗城花園第二期商場G7A號 |
| 有線電視大樓 | 荃灣海盛路9號有線電視大樓地下            |
| 荃錦中心商場 | 荃灣荃錦中心商場2樓5號                   |

| 屯門區 |                |
| 山景邨 | 屯門山景邨商場 |

| 元朗區   |                           |
| 谷亭街   | 谷亭街2-4號地下           |
| 博愛醫院 | 元朗凹頭                  |
| 天澤商場 | 天水圍天澤商場地下        |
| 天瑞商場 | 天水圍天瑞商場地下6號舖側 |

| 葵青區           |                                      |
| 亞洲貨柜物流中心 | 葵涌三號貨柜碼頭亞洲貨柜物流中心地下 |
| 長亨邨           | 青衣長亨邨商場K2號                   |
| 青衣邨           | 青衣商場地下7號                      |
| 翠怡商場         | 青衣楓樹窩路1號翠怡商場2期地下       |
| 華景山莊         | 華景山道9號華景山莊                  |

| 離島                                                                                                 |
| 分行、機場客運大樓及部份機場設施（例如香港空運貨站、國泰航空貨運站）、離島區所有港鐵站都設有櫃員機。 |